# ダゴベルト3世 (フランク王)
ダゴベルト3世（Dagobert III, 699年 - 715年）は、メロヴィング朝の11代目の国王（在位：711年 - 715年）。

## 生涯
キルデベルト3世とエドンヌの息子で、711年に父キルデベルト3世のあとをうけて、王位を継承した。このころには、宮宰ピピン2世（中ピピン）の権力に比べ王の権力は弱体化していたが、ダゴベルト3世はその治世の間に多くの国王証書を発給していたことがわかっている。

## 子女
- テウデリク4世（711年 - 737年） - フランク王（在位：721年 - 737年）